# 拉索希湖
拉索希湖（白俄羅斯語：Расохі）是白俄羅斯的湖泊，位於米亞德利以北10公里，由明斯克州負責管轄，長0.58公里、寬0.45公里，面積0.16平方公里，集水區面積0.75平方公里，湖岸線長度1.86公里。